# Stadtbad (Krefeld)

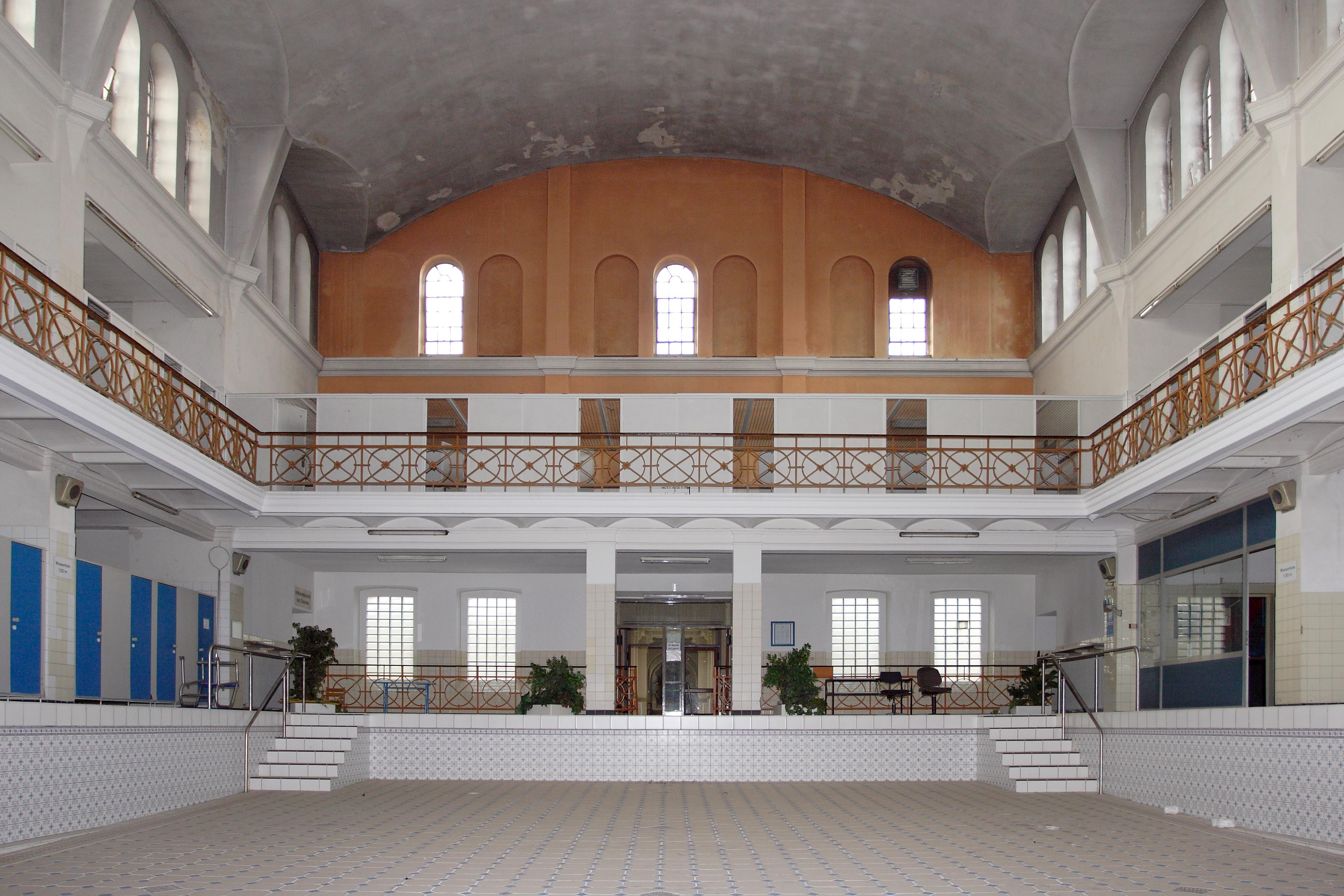
Herrenbad im Stadtbad Neusser Straße

Das Krefelder Stadtbad ist eine 1890 eröffnete Badeanstalt an der Neusser Straße im Zentrum Krefelds. 2000 wurde der Betrieb bis auf weiteres eingestellt und das Bad nach über 110 Jahren vorerst geschlossen. Die weitere Nutzung ist bis heute ungeklärt.

## Vorgeschichte
Die Notwendigkeit einer öffentlichen Badeanstalt ergab sich aus einer Mindestanforderung des preußischen Justizministeriums. Die Stadt Krefeld wollte seinerzeit auf Drängen der Handelskammer den Sitz des zuständigen Landgerichts in die Stadt holen. Dies wurde jedoch vom Ministerium abgelehnt, solange die Krefelder nicht einmal eine Badeanstalt besäßen, in der sie sich wenigstens einmal pro Woche richtig waschen können. Im ausgehenden 19. Jahrhundert gehörten Badezimmer nicht zur Standardausrüstung einer Wohnung. Man wusch sich vielmehr mit einer Waschschüssel oder besuchte eines der zahlreichen öffentlichen Bäder im Rhein. Also entschied man sich, mehr oder minder auch aus Trotz gegenüber der Obrigkeit, eine prächtige Badeanstalt zu errichten. Die Stadträte empfanden den Bau der Anlage als „eine Angelegenheit, bei der man nicht sparen dürfe“.

## Das Stadtbad

Kaiserbad um 1900

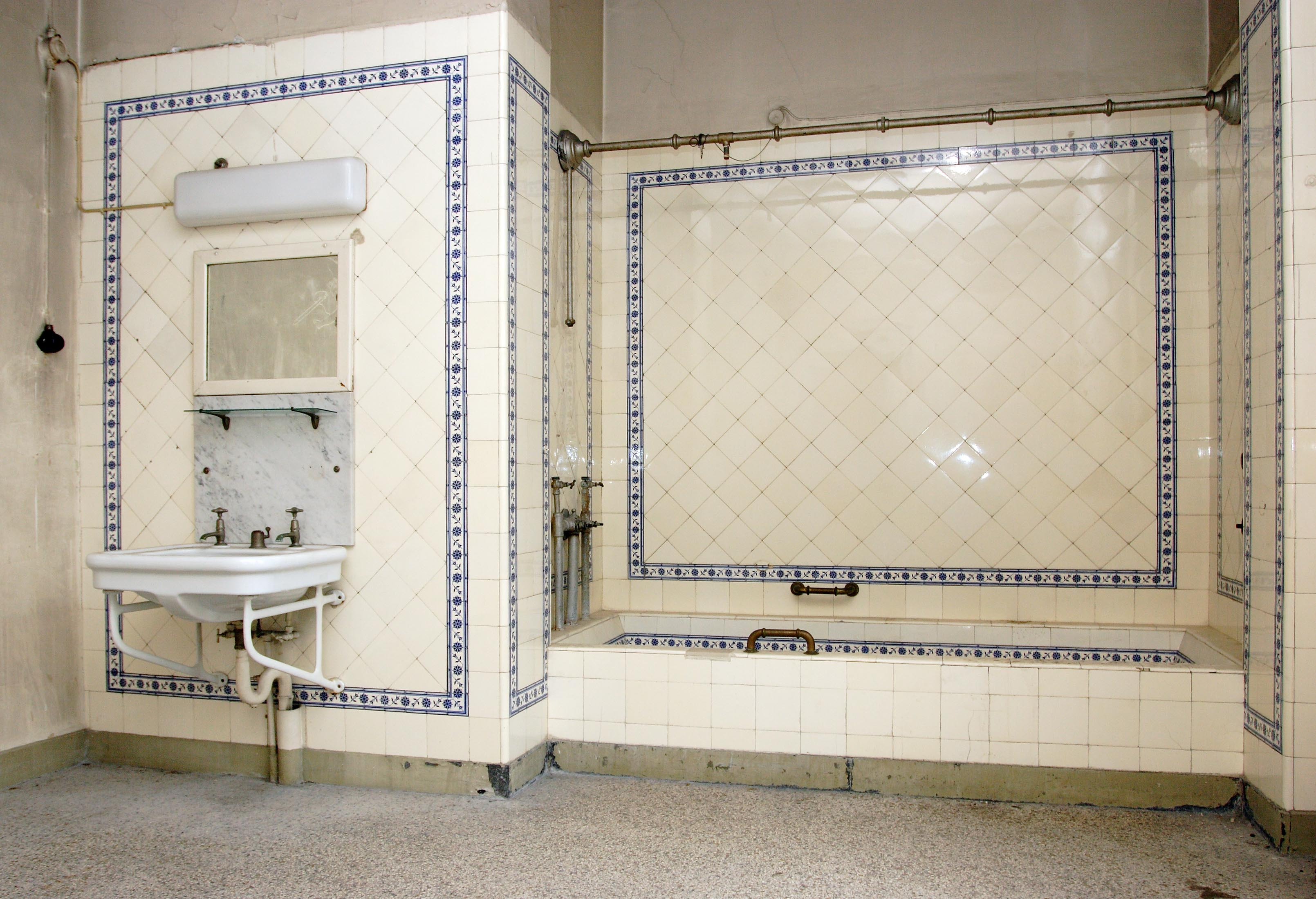
Kaiserbad

Das seit 1882 geplante Stadtbad eröffnete 1890 an der Neusser Straße. Die ursprünglich veranschlagten Baukosten von 200.000 Mark wurden am Ende jedoch mit 919.134,89 Mark bei weitem überschritten. Für diese Summe sollten über eine Aktiengesellschaft Investoren gefunden werden, doch dazu kam es nie, und die Stadt Krefeld musste alleine für diese Summe aufkommen. Die Währung dieser Epoche um 1890 war mit Gold gedeckt, daher lassen sich die Baukosten auf heute (Stand: November 2023) 19.858.421,81 Euro umrechnen.  
Die Ausstattung war erstklassig: es gab ein getrenntes Schwimmbad für Herren und eines für Damen sowie Dusch- und Wannenbäder in drei verschiedenen Klassen bis hin zum so genannten „Kaiserbad“, einem luxuriösen Salonbad. Das ebenso luxuriöse irisch-römische Bad mit Dampfbad und Sauna war aufgrund seines Eintrittspreises nur der wohlhabenden Oberschicht vorbehalten. Hier konnte man schwitzen und sich von einem Masseur behandeln lassen. Eine medizinische Bäderabteilung mit Wannenbädern war auch vorhanden. Bei der Eröffnung hielt man das Krefelder Stadtbad für die schönste, prächtigste und luxuriöseste Badeanstalt im Deutschen Reich. Alle Fliesen kamen aus derselben Fabrik, die über zwei Jahre benötigte, um das Material zu produzieren. Die Fliesen und die daraus hergestellten aufwändigen Mosaiken gehörten zu den teuersten, die man seinerzeit kaufen konnte. Sämtliches Material wurde fugenlos verlegt, die wenigsten der heutigen Fliesenleger beherrschen noch diese Technik. Für jede Umkleidekabine wurde ein Kristallspiegel mit Eichenrahmen angeschafft. Die Möbel in der ersten Klasse waren aus Eichenholz, die der zweiten Klasse waren aus Kiefernholz. Auf den Fußböden hatte man Kokosmatten ausgelegt, um die Rutschgefahr zu mindern. Zur Eröffnung 1890 schwärmte die Crefelder Zeitung: „Die ganze Ausstattung ist bis in die kleinste Einzelheit so schön, prächtig und gediegen und so zweckmäßig, dass man nach der Besichtigung über die Höhe der Kosten des Stadtbades durchaus nicht mehr in Erstaunen gerät.“
1897 wurde die Brausenabteilung eröffnet. Das Duschen für 10 oder 25 Pfennig inklusive Handtuch und Seife wurde ausgiebig genutzt.
Das Bad benötigte große Mengen Wasser und vor allem Kohle zum Heizen. Trotzdem ließen sich die Hallenbäder nicht auf mehr als 19 °C erwärmen. Insbesondere Dampfbad und Sauna sowie die heißen Wannenbäder und Duschen brauchten viel Kohle. Als diese im Ersten Weltkrieg knapp wurde, musste das Bad zum ersten Mal für längere Zeit geschlossen bleiben.
Eine Wasser-Aufbereitung oder -Desinfektion war seinerzeit noch nicht üblich. Vor allem im Sommer trübte sich das Wasser daher schnell ein. In Spitzenzeiten wurde das Wasser bis zu dreimal innerhalb einer Woche ausgetauscht.

## Freibad
1925 eröffnete das Freibad. Dieses war mit Springbrunnen und Säulen mit Emporen und Wasserspielen ebenfalls verschwenderisch ausgestattet. Das Freibad verfügte über zwei Becken, die von der Gerberstraße aus auch getrennt zugänglich waren. Das größere Becken war für internationale Wettkämpfe geeignet. Im Zweiten Weltkrieg wurde das Freibad im Oktober 1944 bei einem Luftangriff von mindestens einer Sprengbombe schwer getroffen und zerstört. Nach Kriegsende wurde das Freibad 1946 zweckmäßig-schlicht instand gesetzt.

## Sport
In den Hallenbädern fand auch der Sport ein Zuhause. Im Juli 1893 gründete sich der Krefelder-Schwimm-Verein. Auch Wettkämpfe wurden von Beginn an ausgetragen und auch Krefelder Olympioniken, Welt- und Europameister trainierten in diesem Schwimmbad, unter ihnen zum Beispiel Wiltrud Urselmann und Martha Genenger.
1921 wurde das während des Ersten Weltkriegs geschlossene Bad wieder eröffnet. Schwimmen wurde zu einem wesentlichen Bestandteil des Sportunterrichtes an den städtischen Schulen. Die Mehrzahl der Krefelder Kinder hat hier Schwimmen gelernt. Aber auch neue populäre Schwimm-Sportarten wie Wasserball erfreuten sich einer zunehmenden Beliebtheit.
Die Rettungsschwimmer der Krefelder Wasserwacht des Deutschen Roten Kreuzes trainierten bis zu seiner Schließung einmal die Woche im Damenbad.
Internationale Wettkämpfe wurden ab 1925 im Freibad abgehalten. 1951 startete bei einem solchen Wettkampf der Italiener Carlo Pedersoli für Lazio Rom. Pedersoli wurde später als Schauspieler unter dem Künstlernamen Bud Spencer berühmt.

## Niedergang
Da inzwischen Badezimmer mit einer Dusche zum Mindeststandard von Wohnungen gehören, wurde die Badeabteilung immer weniger in Anspruch genommen und musste zunächst verkleinert und in den 1990er Jahren ganz geschlossen werden. Beim Erdbeben vom 13. April 1992 wurde das Becken des Damenbads stark beschädigt und ist seitdem ebenfalls außer Betrieb. Auch das Herrenbad blieb immer wieder wegen technischer Probleme mit der veralteten Anlage geschlossen. Im Jahr 2000 wurde das ganze Bad nach über 110 Jahren stillgelegt. Das gesamte Bad steht unter Denkmalschutz und befindet sich zum größten Teil heute noch in seinem baulichen Urzustand. Finanzielle Mittel für Instandhaltungsmaßnahmen fehlten jedoch ständig und so verkam das ehemalige „Juwel“ zu einer gewöhnlichen Badeanstalt. Das Herrenbad wurde saniert, doch im letzten Jahr des Bestehens kamen nur 11.000 zahlende Badegäste, welche die jährlichen Betriebskosten von mehr als 1 Million DM bei weitem nicht decken konnten. Die Aussichten auf größeren Erfolg nach einer Komplettsanierung für weitere Millionen werden als sehr gering eingeschätzt.
Dieser Umstand hat viele Ursachen. Seit der Errichtung des Badezentrums im Krefelder Stadtteil Bockum nahm die Besucherzahl im Stadtbad bereits stetig ab. Auch die Modernisierung von Wohnraum machte die Dusch- und Bäderabteilung zunehmend überflüssig. Für die Öffentlichkeit bereits unattraktiv, wurde das Stadtbad zunehmend von Vereinen und Schulen benutzt. Als dann gleich nach der Sanierung des Bockumer Badezentrums am 18. August 2000 dessen Unterdecke aufgrund von Baumängeln einstürzte und somit nochmals für längere Zeit geschlossen bleiben musste, wurde das Schul- und Vereinsschwimmen im Stadtbad als Ausweichquartier noch weiter ausgedehnt. Dies hatte jedoch zur Folge, dass das Bad für die Öffentlichkeit nur mehr für zwei Stunden am frühen Morgen zur Verfügung stand. Oft blieb es wegen zum Teil erheblicher Mängel der veralteten technischen Anlagen sogar ganz geschlossen. Durch häufige Ausfälle der maroden Heizanlage blieb das Wasser im Becken oft kalt. Beinahe zeitgleich mit der Beseitigung der Sanierungsmängel im Bockumer Badezentrum wurde ein weiteres Schwimmbad im Krefelder Stadtteil Königshof eröffnet. Dies sollte die Situation für das von Vereinen und Schulen ausgebuchte Stadtbad entschärfen. Die Folge: Als das Bockumer Badezentrum endlich wieder in den Regelbetrieb ging, war das Stadtbad überflüssig und zunehmend sanierungsbedürftig geworden.

## Weitere Nutzung
Seit Jahren streitet man sich in Krefeld um die weitere Nutzung des Bades. Ungeheizt und ohne Reparatur- und Sicherungsmaßnahmen wird ein Abriss des eigentlich grundsoliden Gebäudes allmählich unausweichlich. Das Stadtbad gerät so wie bereits zur Zeit seiner Errichtung zum Politikum. Eine Bürgerinitiative „Pro Stadtbad“ hatte durch eine Unterschriftensammlung einen Bürgerentscheid am 11. Juni 2006 erwirkt. Ziel der Initiative war es, das Bad in seiner Bausubstanz zu erhalten, Schwimmen und Wellness wieder zu ermöglichen. Man war sogar zu Zugeständnissen an einen möglichen Investor bereit, denn ohne zusätzliche Einnahmequellen, wie Gastronomie oder Einkaufsmöglichkeiten, kann das Stadtbad nicht wirtschaftlich attraktiv sein. Aufgrund von zu geringer Beteiligung der Bürger und daher zu wenig abgegebenen Stimmen hatte das Bürgerbegehren jedoch keinen Erfolg. Es gibt derzeit verschiedene Konzepte, die vom kompletten Abriss und Aufgabe der Nutzung bis zur teilweisen musealen Erhaltung zumindest des Kaiserbades reichen. Dem Krefelder Stadtrat wurden Angebote gemacht, den ganzen Block zwischen Neusser Straße, Südwall und Gerberstraße abzureißen, auch das denkmalgeschützte Stadtbad, und an dieser Stelle ein großes Einkaufszentrum zu errichten. Das Angebot war umso verlockender, als sich die Parteizentrale der Krefelder SPD ebenfalls in diesem Bereich befindet. Nicht zuletzt wegen der öffentlichen Kritik der Krefelder Bürger an diesem Vorhaben sind die damaligen Investoren letztendlich jedoch abgesprungen.

## Aktuelles
Der Architekt Jochem Bellinger hat einzelnen Krefelder Stadtratsmitgliedern neue Pläne für das Stadtbad vorgelegt. Bellinger vermittelt eine Gruppe deutsch-türkischer Investoren, die das Stadtbad in orientalischem Stil umwandeln und nutzen möchten. Es soll eine Markthalle entstehen, in der Lebensmittel und Spezialitäten aus der Türkei und den arabischen Ländern angeboten werden. Ein großer Basar soll Platz für orientalisches Kunsthandwerk, Antiquitäten- und Teppich-Händler bieten. Etwa 80–100 Altenwohnungen sind auf dem Gelände der Freibadanlage vorgesehen. Auch wenn die Erhaltung des Schwimmbetriebs nicht finanzierbar sein wird, so sollen dennoch verschiedene Wellnessangebote berücksichtigt werden: Geplant sind ein türkischer Hamam, eine Sauna und ein römisches Dampfbad. Das Investitionsvolumen wird auf 30 Millionen Euro beziffert. Planung und Umsetzung werden zusammen auf 3 Jahre angesetzt.
Derzeit wurden die Pläne allerdings weder dem Stadtrat, noch dem Oberbürgermeister vorgelegt.
2018 gründete sich die Krefelder Bürgerinitiative freischwimmer e.v., die sich zum Ziel setzt, das verfallende Denkmal im Rahmen einer positiven Stadtentwicklung zu bewahren und mit Ideen, Einsatz und Kreativität dem Bürger nahe zu bringen. Geplant ist, durch Mitmachaktionen die Voraussetzungen zur Durchführung für u. a. kulturelle Veranstaltungen zu schaffen.
Der im Januar 2022 erstmals ausgestrahlte Dortmunder Tatort Gier und Angst wurde teilweise im Stadtbad gedreht.
Ort der Handlung ist aber ein ‚ehemaliges Schwimmbad in Holzwickede‘.